# Ʊ̂
Cette page contient des caractères spéciaux ou non latins. S’ils s’affichent mal (▯, ?, etc.), consultez la page d’aide Unicode.
Ʊ̂ (minuscule : ʊ̂), appelé upsilon accent circonflexe, est une lettre additionnelle qui est utilisée pour écrire certaines langues africaines comme l’anii. Elle est composée d’un upsilon latin ‹ Ʊ ʊ › diacrité d’un accent circonflexe.

## Utilisation
En anii, l’accent circonflexe est utilisé pour indiqué le ton « irréel » sur la première voyelle du verbe, marquant les actions dans l’avenir, comme le future, l’impératif, le souhait et le conditionnel futur,, par exemple ‹ wʊ̂ɖa ›.

## Représentations informatiques
Cette lettre possède les représentations Unicode suivantes :
| formes    | représentations | chaînes de caractères | points de code | descriptions                                                   |
| --------- | --------------- | --------------------- | -------------- | -------------------------------------------------------------- |
| capitale  | Ʊ̂               | Ʊ◌̂                    | U+01B1 U+0302  | lettre majuscule latine upsilon diacritique accent circonflexe |
| minuscule | ʊ̂               | ʊ◌̂                    | U+028A U+0302  | lettre minuscule latine upsilon diacritique accent circonflexe |